# Sveriges Godtemplares Ungdomsförbund
Sveriges Godtemplares Ungdomsförbund, SGU, var svenska IOGT:s ungdomsförbund mellan 1906 och 1970, efter vilket det tillsammans med Heimdal bildade Ungdomens Nykterhetsförbund, UNF.

## Historia

### Bildande
Så kallade "ungdomstempel" bildades i Sverige snart efter grundandet av IOGT och var alltså knutna till en IOGT-loge. Sedermera bildades istället särskilda ungdomsloger inom IOGT. En sådan bildades den 12 augusti 1903 i en lokal på Jakobsbergsgatan 39 i Stockholm och tog namnet Förgät mig ej. Klubben började snart involvera ungdomar från även andra godtemplarlokaler och bytte 1904 namn till Goodtemplarnes ungdomsförbund, Stockholm. Detta förbund rönte framgång och började från och med december 1905 ge ut den egna tidningen Unga Tankar.
Efter ett tag väcktes tanken att sammanföra godtemplarungdomsklubbarna till ett gemensamt förbund. En inbjudan skickades, och på påskdagen 1906 samlades ombud från 22 olika ungdomsföreningar för att bilda Sverges goodtemplares ungdomsförbund. En interimsstyrelse valdes, och det beslöts att en ordinarie kongress skulle hållas i samband med storlogemötet i Norrköping i juli samma år. Dessutom beslutades det att den nya organisationen skulle ta över utgivningen av Unga Tankar.
Vid kongressen i Norrköping antogs stadgar för förbundet och ett program antogs. Detta löd:
Sverges Goodtemplares Ungdomsförbund (S. G. U.) är en sammanslutning av ungdomsföreningar inom Goodtemplarorden (I. O. G. T.) och har till uppgift:
att med Goodtemplarordens program till grundval, i främsta rummet arbeta för nykterhetens idéer
att kraftigt understödja reformarbetet inom orden, så att den må hålla jämna steg med utvecklingen
att bedriva en planmässig studieverksamhet, omfattande allmänbildning, nykterhets-, freds- och andra sociala och humanitära strävanden
att befrämja idrott och tillgodose ungdomens krav på lämpliga nöjen såsom folklekar, folkdanser o. d.
att om möjligt samarbeta med övriga ungdomsföreningar i frågar av gemensamt intresse.
Den andra kongressen hölls i Uppsala i anslutning till storlogemötet i juli 1907. Då hade förbundet 62 avdelningar med tillsammans 3381 medlemmar. Ytterligare nästan ett år senare, i juni 1908, var 114 avdelningar med sammanlagt ca 7000 medlemmar anslutna till förbundet.

### Relationen till IOGT
För att få tillhöra en SGU-avdelning var man till en början tvungen att vara medlem av en IOGT-loge. SGU var alltså en "organisation inom organisationen" som präglades av - förutom lägre ålder - en reformiver som tidvis var väldigt tydlig. Det verkades energiskt för att SGU-kandidater skulle väljas till storlogeombud (alltså som ombud på IOGT:s "kongress") och man understödde strävanden efter att förenkla ritualerna, göra orden religiöst neutral, ge logerna rätt till politiska diskussioner o. s. v. Till exempel uttalade sig 1927 års kongress för "en genomgripande förändring av Ordens olika institutioner". 1935 genomfördes dock vissa organisatoriska förändringar och SGU började ta in medlemmar direkt. Därmed förändrades förbundets karaktär något, och snarare än att vara en "rebellorganisation inom IOGT" blev det dess lagliga ungdomsorganisation. I och med att SGU nu vände sig till all svensk ungdom försvann draget av oppositions- och reformrörelse inom godtemplarrörelsen (vilket naturligtvis inte hindrade enskilda SGU-medlemmar från att i egenskap av logemedlemmar ivra för reformer ändå).